# Psychotria subspathacea
Psychotria subspathacea är en måreväxtart som beskrevs av Johannes Müller Argoviensis. Psychotria subspathacea ingår i släktet Psychotria och familjen måreväxter. Inga underarter finns listade i Catalogue of Life.